# Preseljevanje ljudstev
Preseljevanje ljudstev imenujemo obdobje po vdoru Hunov v vzhodno Evropo leta 375, ko je prišlo do selitev celotnih narodov v Evropi. To je bilo obdobje stalnih vojaških spopadov med različnimi ljudstvi in plemeni. Prišlo je tudi do zatona civilizacij in izgube znanja, zato to obdobje imenujemo tudi temni vek.
Trajalo je več kot 300 let. Vzroki so bili večanje populacije ljudstev izven meja Rimskega cesarstva, predvsem Germanov in Slovanov, pomanjkanje obdelovalne zemlje, zaradi primitivnih načinov obdelovanja in predvsem vojaška nevarnost - Huni. Ti so pod vodstvom Atile, imenovanega Božji bič, proti zahodu in jugu, torej na meje Rimskega cesarstva, potisnili ostala ljudstva. Nato so Huni, Germani in Slovani začeli vdirati na ozemlje že tako oslabljenega Rimskega cesarstva in zahodni del dokončno uničili. Vzhodni del, Bizantinsko cesarstvo pa se je upiralo tujim osvajalcem še naslednjih 1000 let.